# Spinnstoffgesetz
Das Spinnstoffgesetz vom 6. Dezember 1935 ermöglichte es, den reichsdeutschen Binnenhandel mit Spinnstoffen zu beeinflussen, und diente in der Folgezeit u. a. dazu, jüdische Produzenten und Händler im Wirtschaftsleben zu behindern und schließlich auszuschließen.

## Umsetzung
Als Instrument diente die Preisbindung auf den Stand März 1934 für Produkte gleicher Qualitäten, Quantitäten und Eigenschaften. Um Vergleichsmöglichkeiten zu ermöglichen, wurden Berechnungsmethoden vorgegeben.
Dadurch wurde die Einfuhr von Rohstoffen erheblich erschwert, um den Ersatz durch Zellwolle im Rahmen des Vierjahresplans zu fördern und Importe auf ein Minimum zu beschränken.